# David Juste
David Juste (ur. 1970) – belgijski historyk, zajmujący się dziejami i znaczeniem astrologii w średniowieczu i na początku nowożytności. Autor książki Les Alchandreana primitifs. Etude sur les plus anciens traités astrologiques latins d'origine arabe (Xe siècle) (2007). Od 2006 pracuje na Uniwersytecie w Sydney.